# Louis Antoine François Baillon
Louis Antoine François Baillon ( 20 de enero de 1778 - 2 de diciembre de 1855) fue un naturalista y recolector francés . Nacido en Montreuil-sur-Mer y fallecido en Abbeville.
Su padre Emmanuel Baillon (1742-1802), abogado y corresponsal del Muséum national d'histoire naturelle, lo introduce en el mundo de la historia natural. El mismo Baillon trabajará para el museo de 1798 a 1799 como ayudante.
Al no obtener un puesto como profesor, pasa a ser también corresponsal del museo. Destacó en especial por sus esqueletos de Cetacea y como autor de una monografía sobre la fauna de Abbeville: Catalogue des mammifères, oiseaux, reptiles, poissons et mollusques testacés marins observés dans l'arrondissement d'Abbeville.

## Honores

### Epónimos
Aves
- (Rallidae) Porzana bailloni
- (Ramphastidae) Pteroglossus bailloni

## Abreviatura (zoología)
La abreviatura Baillon  se emplea para indicar a Louis Antoine François Baillon como autoridad en la descripción y taxonomía en zoología.